# Say!You Young
Say!You Young（セイ・ユー・ヤング）は2010年・2011年に文化放送のインターネットラジオ超!A&G+のインターネットストリーミング視聴登録会員数突破記念特別番組として放送・配信されており、2017年には開局10周年記念特別番組として配信された。

## 番組概要
2010年4月に同年2月超!A&G+インターネットストリーミングでの視聴登録会員数100万人突破を記念して、放送された特別番組。翌2011年4月には、同年1月のストリーミング視聴登録会員数200万人突破を記念した特別番組として、第2弾が配信された。また2017年9月に開局10周年を迎えたことを記念した特別番組として、第3弾が配信される。
番組のモデルは、1969年〜1981年に放送された、文化放送の深夜ワイド番組「セイ!ヤング」。番組テーマソングには往年の「セイ!ヤング」と同じスクールメイツの「夜明けが来る前に」が使用されている。
番組の内容は、大雑把なフォーマット以外は日によって大きく異なった。放送作家などの主要スタッフは、パーソナリティのレギュラー番組のスタッフが担当し、枠の特色よりはそれぞれのレギュラー番組の特色が強く出ることとなった。
共通の企画として、日ごとにメールテーマが事前に発表された（一部例外あり）。

## 2010年

### 放送日時
- 2010年4月5日　-　8日、12日 - 16日
25:00 - 27:00
- 2010年4月9日
26:00 - 28:00

放送期間中は、平日25:00 – 26:00の『超ラジ!Girls』リピートと26:00 – 27:00の『超!A&Gミュージック+TV』リピートは休止になった。
4月9日のみ、時刻が1時間繰り下げられ、28:00（翌日4時）までの放送となった。超!A&G+の通常編成時に放送終了時間を繰り下げてまで放送することや、28時まで全22時間放送するのはがこれが初めてである。本来の開始時刻だった25:00から1時間は特番『羽多野渉のprevious to Say!You Young』（収録番組、動画なし）が放送された。
繰り下げの理由は、4月9日のパーソナリティ神谷浩史が出演している文化放送『マクロスF○〜△』との時間重複である。当日の当番組での神谷の弁によると、この時間重複は、『マクロスF○〜△』の4月以降の予定が不確定だったこともあり当初は問題視されていなかったが、2週間ほど前に急遽繰り下げが決定され、「深夜1時から3時まで」となっていた番宣も録り直された。

### スポンサー
- コロムビアミュージックエンタテインメント
- 81プロデュース
- メディアファクトリー
- マリン・エンタテインメント
- ジェネオン・ユニバーサル・エンターテイメント
- アニプレックス
- 丸の内ロール
- KAGOME(12日のみ。番組中に生CMコーナーを挿入)

### 番組一覧
| 放送日  | 番組名                                 | パーソナリティ | その他の出演者                  | パーソナリティとスタッフの番組                       |
| ------- | -------------------------------------- | -------------- | ------------------------------- | ---------------------------------------------------- |
| 4月05日 | 水樹奈々のSay!You Young                | 水樹奈々       | けぇたん(犬) 福圓美里(電話出演) | 水樹奈々 スマイルギャング                            |
| 4月06日 | 小野坂昌也のSay!You Young              | 小野坂昌也     | 伊福部崇(作家)                  | 真・感覚ラジオ番組 小野坂・伊福部のyoungやんぐヤング |
| 4月07日 | 能登麻美子のSay!You Young              | 能登麻美子     |                                 | 能登麻美子・地球NOTE                                 |
| 4月08日 | 堀江由衣のSay!You Young 天使の生たまご | 堀江由衣       | たかはし智秋                    | 堀江由衣の天使のたまご                               |
| 4月09日 | 羽多野渉のprevious to Say!You Young    | 羽多野渉       | 江口拓也 原紗友里               | 羽多野・寺島 Radio 2D LOVE                           |
| 4月09日 | 神谷浩史のSay!You Young                | 神谷浩史       | ニャンコ先生(猫)                | 神谷浩史・小野大輔のDearGirl〜Stories〜              |
| 4月12日 | sphereのSay!You Young                  | sphere         |                                 |                                                      |
| 4月13日 | 鈴村健一のSay!You Young                | 鈴村健一       |                                 | (有)チェリーベル                                     |
| 4月14日 | 平野綾のSay!You Young                  | 平野綾         |                                 | 平野綾★ミッドナイトレディオ                          |
| 4月15日 | 桑島法子のSay!You Young                | 桑島法子       | 神山先生(作家)                  | CLUB db                                              |
| 4月16日 | 田村ゆかりのSay!You Young              | 田村ゆかり     |                                 | 田村ゆかりのいたずら黒うさぎ                         |

### 内容

#### 水樹奈々のSay!You Young
番組テーマ
7つのチャンネルであなたをおもてなし!

#### 小野坂昌也のSay!You Young
メールテーマ
「昌也とやりたいこと!」と発表されていたが番組冒頭で撤回し、「君のオナニーのやり方は?」に。当初から後者のメールテーマが企画されていたが、前日パーソナリティの水樹奈々に読ませられない、またホームページでは不特定多数のリスナーが見る、ということで、偽のメールテーマが発表されていた。もちろん、番組宣伝でも内容については明かされておらず、「生放送なので内容は変わるかもね〜。」とぼかしていた。

#### 能登麻美子のSay!You Young
番組テーマ
あなたと同じ夜を、共有させてください。
メールテーマ
あなたが夜中に書いた恥ずかしいラヴレター(メール)
グズグズ答えの出ない あなたに悩みごと
あなたのぐっすり眠る方法

#### 堀江由衣のSay!You Young 天使の生たまご
メールテーマ
卵かけご飯に合うトッピング
内容
文化放送の30分番組『堀江由衣の天使のたまご』を2時間に4本放送するという体裁（時間はばらつきあり）。他の日とは異なりタイトルコールに「天使の生たまご」のサブタイトルがついた（ロゴは変更なし）。レギュラー番組のコーナーを模した「生でてんたま占い部」「生で名言王に私はなる!」「生でふつおた!」を放送。3回目にはゲストにたかはし智秋が登場した。

#### 羽多野渉のprevious to Say!You Young
「81プロデュースオーディション」を紹介したほか、超!A&G+の番組紹介をした。
なお、羽多野とゲストの原、江口は後に81プロデュースオーディションの生中継特番「創立30周年〜8月1日は81プロデュースの日!」のパーソナリティを担当した。
コーナー
previous to 81プロデュースオーディション
原、江口をゲストに招いて、8月に開催される「81プロデュースオーディション」をオーディション出身者の2人からのエピソードを交えて紹介した。また、初心を忘れていないかを確かめるべく、早口言葉で「抜き打ち検査」を行った。

#### 神谷浩史のSay!You Young
番組テーマ
男の深夜2時から4時の過ごし方をお見せします
メールテーマ
ヒロCに深夜の質問メッセージ
ヒロCに叫んでほしい必殺技っぽい単語
内容
スタジオを部屋にみたて、瞬間日記の朗読、フリートークや演技の練習、台本チェック、神谷の飼い猫「ニャンコ先生」との触れ合い、食事など、普段の神谷の過ごし方を再現した。
コーナー
あいつに電話だフォン! - リスナーと生電話で「本人は真剣でも周りから見たら心底くだらない悩み」に応える。

#### SphereのSay!You Young
メールテーマ
sphereに関する生電話クイズ大会への参加募集

#### 鈴村健一のSay!You Young
メールテーマ
「政治」「経済」「テレビ」「グルメ」「スポーツ」「出会い」「アルバイト」「不動産」「ペット」「服・ビューティー」「歌」「旅・出張」「ゲーム」についてのエピソード

#### 平野綾のSay!You Young
メールテーマ
ブログ写真コンテスト（平野のブログの写真への投票）
教えてベストアンサー（「簡単リラックス法」と「休日の過ごし方」を募集）
いずれも番組内で発表。
内容
メールテーマを主にした内容。ブログ写真コンテストに絡んで、当時話題になっていた結婚の噂を否定した。

#### 桑島法子のSay!You Young
メールテーマ
ふつおた、桑島への疑問質問、桑島出演アニメ、楽曲についてのエピソード
コーナー
club db のコーナーだった「チャットルーム」など。

#### 田村ゆかりのSay!You Young
メールテーマ
「おしえて A to Z」発売記念 あつめて A to Z - 田村への質問、ふつおた、コーナー宛のメールに合せて「好きなアルファベット」を書いてもらい、AからZまで集めていく
コーナー
ゆかりのパラレルツイッター
リスナーから寄せられた、ツイッターでたまたま目撃した、『時空、国境を越えて有名人が田村宛に送ったはずの発言』を紹介する
田fumeの田んぼを守るぞタンタカタン♪
喫茶 黒うさぎ〜秘密の小部屋〜で田村ゆかり・矢野了平（作家）・石岡朋子（キングレコード）で結成されているユニット「田fume」（たふゅーむ）の箱番組
5w1ゆかり
田村がランダムに組み合わされた｢5w1h｣の文章を演じていく。ただし、「Who」（「誰が」）は常に「ゆかりが」に決められ、残りの「4w1h」（「いつ」「どこで」「なにを」「どうした」）はリスナーから寄せられた言葉の中から組み合わせていく

## 2011年

### 放送日時
- 2011年4月4日　-　8日
25:00 - 27:00

放送期間中は、25時台の各番組と26時からの『A&G NEXT GENERATION Lady Go!!』、『超!A&Gミュージック+TV』リピートはそれぞれ2時間繰り下げられて放送され、4月4日 - 8日の5日間は24時間配信となる。

### スポンサー
- 東京丸の内ロール - 4月8日は提供クレジットは割愛されていた。理由は不明。

この他に東京アナウンス学院専門学校が各曜日20秒×2回ずつスポットに入るほかは番宣スポットだった。

### 番組一覧
| 放送日 | 番組名                    | パーソナリティ | その他の出演者 | パーソナリティとスタッフの番組                                       |
| ------ | ------------------------- | -------------- | -------------- | -------------------------------------------------------------------- |
| 4月4日 | 櫻井孝宏のSay!You Young   | 櫻井孝宏       |                | (有)チェリーベル、A&Gメディアステーション こむちゃっとカウントダウン |
| 4月5日 | 阿澄佳奈のSay!You Young   | 阿澄佳奈       |                | 阿澄佳奈 星空ひなたぼっこ                                            |
| 4月6日 | 神谷浩史のSay!You Young   | 神谷浩史       | 小野大輔       | 神谷浩史・小野大輔のDearGirl〜Stories〜                              |
| 4月7日 | 茅原実里のSay!You Young   | 茅原実里       |                |                                                                      |
| 4月8日 | 田村ゆかりのSay!You Young | 田村ゆかり     |                | 田村ゆかりのいたずら黒うさぎ                                         |

### 内容

#### 櫻井孝宏のSay!You Young
メールテーマ
「君! “櫻井孝宏”を知らないか!?」

#### 阿澄佳奈のSay!You Young
メールテーマ
「あなたの個人情報教えてください!」
コーナー
阿澄佳奈かな?七変化

AKT48（Asumi Kana Telephone 4人〜8人）

#### 神谷浩史のSay!You Young
メールテーマ
「深夜のナイショ話」

#### 茅原実里のSay!You Young
メールテーマ
「桜咲く季節 僕の私のスタートライン」

#### 田村ゆかりのSay!You Young
メールテーマ
「目指せ!47都道府県 ふつおた日本ツアー」 - ふつおた宛メールに出身都道府県を書いてもらい、全47都道府県を集める。読まれた都道府県はホワイトボードに貼っていき日本地図の完成を目指す。放送中にすべての都道府県からメールが届いた。それ以外にも中国やシンガポールなどからもメールが送られた。

## 2017年

### 放送日時
- 2017年12月25日 - 12月28日
24:00 - 25:00
- 2017年12月29日[3]
24:00 - 24:30(第1部)、25:00 - 25:30(第2部)

12月29日深夜(30日早朝)の配信は文化放送で『東映公認 鈴村健一・神谷浩史の仮面ラジレンジャー』が24:30(0:30)から放送されるため『逢坂市立花江学園〜Radio』を30分繰り上げ、上記時間で配信した。

放送期間中は、月〜木曜深夜の『鷲崎健のヨルナイト×ヨルナイト』と金曜深夜の『西山宏太朗のたろゆめ!』は休止となった。
ニコニコ生放送で同時に配信している『ヨルナイト×ヨルナイト』も休止となった。

番組終了後にA&G推薦曲が配信される。ナレーションは西山宏太朗。

### 番組一覧
| 放送日              | 番組名                    | パーソナリティ | その他の出演者                   | パーソナリティとスタッフの番組          |
| ------------------- | ------------------------- | -------------- | -------------------------------- | --------------------------------------- |
| 12月25日 (26日早朝) | 小野賢章のSay!You Young   | 小野賢章       | 早乙女じょうじ 寺山武志 岸本卓也 | 雲水の今晩どうしましょう!?              |
| 12月26日 (27日早朝) | 田村ゆかりのSay!You Young | 田村ゆかり     |                                  | 田村ゆかりの乙女心♡症候群               |
| 12月27日 (28日早朝) | 安元洋貴のSay!You Young   | 安元洋貴       |                                  | 天才軍師                                |
| 12月28日 (29日早朝) | 小野坂昌也のSay!You Young | 小野坂昌也     | 寺島拓篤(電話出演)               |                                         |
| 12月29日 (30日早朝) | 神谷浩史のSay!You Young   | 神谷浩史       | 内田浩之(第1部) 小野大輔(第2部)  | 神谷浩史・小野大輔のDearGirl〜Stories〜 |

### 内容[4]

#### 小野賢章のSay!You Young
番組テーマ
「ときめきのメモリアル2017」
テーマメール
「2017年、あなたが"ときめいたエピソード"」
内容
- 番組冒頭で、文化放送の敷地内で小野賢章を除く雲水のメンバーが当番組のビラ配りをしていた。
"雲水一番勝負"では30秒間風船を抱きかかえて何個割れるかの対決をし、早乙女じょうじが6個割って勝利した。
- 曲

Against The Wind
FANTASTIC TUNE
Night Drivin'

#### 田村ゆかりのSay!You Young
番組テーマ
「おいしいものベスト11決定会議」
テーマメール
「美味しいと思う「選手」候補」
内容
- リスナーが美味しいと思う"もの"を募集しパーソナリティが選抜したのと、構成作家が美味しいと思うものを、Twitterのアンケート機能を使用したリスナー投票で勝敗をつけるコーナー。
ゆかりんJAPAN vs 矢野JAPANは59%対41%でゆかりんJAPANの勝利となった。
- 曲

14秒後にKISSして♡
ゆかりはゆかり♡
ガラスの靴にMoonglow

#### 安元洋貴のSay!You Young
番組テーマ
「メール108通チャレンジ用スピードメール」
テーマメール
「たくさん読めるようなスピード感のあるメール」
内容
- 煩悩の数である108通のメールを1時間で読むことに挑戦したコーナー。10分で半数を消化し、後半はゆっくり応答していた。
コーナー用のメールが1200通以上来た。
- 曲

Love Searcher / 岡本信彦

#### 小野坂昌也のSay!You Young
番組テーマ
「小野坂昌也が選ぶ かわいい子ランキング2017」
テーマメール
「あなたが思う今年一番かわいかった子」
内容
- リスナーが2017年でかわいいと思った子を写真付きで募集し、ランキング付けをしたコーナー。

#### 神谷浩史のSay!You Young
番組テーマ
「神谷浩史が忘れている神谷浩史の2017年」
テーマメール
「2017年 神谷さんがやってきた仕事や出来事」
内容
- 2017年にパーソナリティがやってきたことを募集し、この1年を思い出していくコーナー。
「神谷浩史・小野大輔のDearGirl〜Stories〜」（以下、DGS）のスタッフや小野大輔が来てからはDGSの劇場版やイベントなどの宣伝をした。
- 曲

Dream GaS / MASOCHISTIC ONO BAND

#### "全曜日共通コーナー"
「富士川碧砂のズバリ開運占い」
このコーナーでは各曜日パーソナリティの2018年の運勢を占ってもらった結果を聞き、2018年のラッキーアイテムを他曜日パーソナリティのうち1人から貰う。

### パーソナリティ出演のA&G番組
| 出演者                                             | 番組名                                               | 放送期間                | 媒体     |
| -------------------------------------------------- | ---------------------------------------------------- | ----------------------- | -------- |
| 水樹奈々                                           | 水樹奈々 スマイルギャング                            | 2002年4月 -             | 文化放送 |
| 小野坂昌也                                         | 真・感覚ラジオ番組 小野坂・伊福部のyoungやんぐヤング | 2000年12月 - 2002年3月  | BSQR     |
| 小野坂昌也                                         | EMERGENCY the RADIO                                  | 2014年10月 - 2017年4月  | 超!A&G+  |
| 小野坂昌也                                         | PLAY TITAN presents 昌也・雄馬のＧ・Ａ・Ｐ           | 2017年10月 - 2018年9月  | 文化放送 |
| 能登麻美子                                         | 能登麻美子・地球NOTE                                 | 2008年10月 - 2013年3月  | 超!A&G+  |
| 能登麻美子                                         | 能登麻美子 おはなしNOTE                              | 2013年4月 -             | 超!A&G+  |
| 堀江由衣                                           | 堀江由衣の天使のたまご                               | 2002年10月 -            | 文化放送 |
| 羽多野渉                                           | 羽多野・寺島 Radio 2D LOVE                           | 2010年4月 - 2020年9月   | 超!A&G+  |
| 原紗友里                                           | 原紗友里の超!A&Gミュージック+TV                      | 2009年10月 - 2010年9月  | 超!A&G+  |
| 豊崎愛生(スフィア)                                 | ハンゲーム presents 超!Online Station                | 2008年7月 - 2010年3月   | 超!A&G+  |
| 豊崎愛生(スフィア)                                 | 豊崎愛生のおかえりらじお                             | 2010年4月 -             | 超!A&G+  |
| 神谷浩史                                           | 神谷浩史・小野大輔のDearGirl〜Stories〜              | 2007年4月 -             | 文化放送 |
| 神谷浩史                                           | 神谷浩史・小野大輔のDearGirl〜Stories〜              | 2009年4月 - 2011年3月   | 超!A&G+  |
| 神谷浩史                                           | 東映公認 鈴村健一・神谷浩史の仮面ラジレンジャー      | 2012年10月 -            | 文化放送 |
| 鈴村健一                                           |                                                      |                         |          |
| ユニゾン!                                          | 2015年6月 - 2018年3月                                | 文化放送                |          |
| (有)チェリーベル                                   | 2003年4月 - 2008年9月                                | 文化放送                |          |
| (有)チェリーベル                                   | 櫻井孝宏                                             | 2008年10月 - 2015年11月 | 超!A&G+  |
| A&Gメディアステーション こむちゃっとカウントダウン | 櫻井孝宏                                             | 2002年10月 -            | 文化放送 |
| A&Gメディアステーション こむちゃっとカウントダウン | 櫻井孝宏                                             | 2007年9月 -             | 超!A&G+  |
| P.S. 元気です。孝宏                                | 櫻井孝宏                                             | 2013年10月 -            | 超!A&G+  |
| 平野綾                                             | 平野綾★ミッドナイトレディオ                          | 2009年10月 - 2010年10月 | 文化放送 |
| 桑島法子                                           | CLUB db                                              | 1997年6月 - 2002年7月   | 文化放送 |
| 田村ゆかり                                         | 田村ゆかりのいたずら黒うさぎ                         | 2003年4月 - 2016年3月   | 文化放送 |
| 田村ゆかり                                         | 田村ゆかりの乙女心♡症候群                            | 2017年7月 -             | 文化放送 |
| 阿澄佳奈                                           | 阿澄佳奈 星空ひなたぼっこ                            | 2010年4月 -             | 超!A&G+  |
| 阿澄佳奈                                           | A&Gリクエストアワー 阿澄佳奈のキミまち!              | 2017年4月 - 2022年3月   | 文化放送 |
| 阿澄佳奈                                           | A&Gリクエストアワー 阿澄佳奈のキミまち!              | 2017年4月 - 2022年3月   | 超!A&G+  |
| 小野賢章                                           | 雲水の今晩どうしましょう!?                           | 2016年4月 -             | 超!A&G+  |
| 安元洋貴                                           | 天才軍師                                             | 2014年4月 -             | 超!A&G+  |